# Saint-Marcel-de-Félines
Saint-Marcel-de-Félines település Franciaországban, Loire megyében. Lakosainak száma 807 fő (2022. január 1.). Saint-Marcel-de-Félines Neulise, Balbigny, Néronde, Pinay, Saint-Georges-de-Baroille és Saint-Just-la-Pendue községekkel határos.

## Népesség
A település népessége az elmúlt években az alábbi módon változott:
| Lakosok száma | 667  | 608  | 700  | 747  | 818  | 826  | 809  | 799  | 792  | 807  |
|               | 1968 | 1982 | 1990 | 2006 | 2013 | 2015 | 2017 | 2019 | 2020 | 2022 |